# Tinea drymonoma
Tinea drymonoma är en fjärilsart som beskrevs av Turner 1923. Tinea drymonoma ingår i släktet Tinea och familjen äkta malar. Inga underarter finns listade i Catalogue of Life.